# Saison cyclonique 2009 dans l'océan Pacifique nord-ouest
La saison cyclonique 2009 (cyclones tropicaux dans l'océan Pacifique nord-ouest) n'a pas de date spécifique de début ou de fin selon la définition de l'Organisation météorologique mondiale. Cependant, les cyclones dans ce bassin montrent un double pic d'activité en mai et en novembre. Le bassin est couvert par les centres de prévisions de l'agence météorologique du Japon, du 
Joint Typhoon Warning Center et de l’Administration des services atmosphériques, géophysiques et astronomiques des Philippines (PAGASA).

## Noms des tempêtes de 2009
| Pays                        | Noms      | Noms      | Noms      | Noms     | Noms     |
| --------------------------- | --------- | --------- | --------- | -------- | -------- |
| Cambodge                    | Damrey    | Kong-rey  | Nakri     | Krovanh  | Sarika   |
| Chine                       | Haikui    | Yutu      | Fengshen  | Dujuan   | Haima    |
| Corée du Nord               | Kirogi    | Toraji    | Kalmaegi  | Mujigae  | Meari    |
| Hong Kong                   | Kai-Tak   | Man-yi    | Fung-wong | Choi-wan | Ma-on    |
| Japon                       | Tembin    | Usagi     | Kammuri   | Koppu    | Tokage   |
| Laos                        | Bolaven   | Pabuk     | Phanfone  | Ketsana  | Nock-ten |
| Macao                       | Sanba     | Wutip     | Vongfong  | Parma    | Muifa    |
| Malaisie                    | Jelawat   | Sepat     | Nuri      | Melor    | Merbok   |
| États fédérés de Micronésie | Ewiniar   | Fitow     | Sinlaku   | Nepartak | Nanmadol |
| Philippines                 | Maliksi   | Danas     | Hagupit   | Lupit    | Talas    |
| Corée du Sud                | Gaemi     | Nari      | Jangmi    | Mirinae  | Noru     |
| Thaïlande                   | Prapiroon | Wipha     | Mekkhala  | Nida     | Kulap    |
| États-Unis                  | Maria     | Francisco | Higos     | Omais    | Roke     |
| Viêt Nam                    | Son Tinh  | Lekima    | Bavi      | Conson   | Sonca    |
| Cambodge                    | Bopha     | Krosa     | Maysak    | Chanthu  | Nesat    |
| Chine                       | Wukong    | Haiyan    | Haishen   | Dianmu   | Haitang  |
| Corée du Nord               | Sonamu    | Podul     | Noul      | Mindulle | Nalgae   |
| Hong Kong                   | Shanshan  | Lingling  | Dolphin   | Lionrock | Banyan   |
| Japon                       | Yagi      | Kajiki    | Kujira    | Kompasu  | Washi    |
| Laos                        | Leepi     | Faxai     | Chan-hom  | Namtheun | Pakhar   |
| Macao                       | Bebinca   | Peipah    | Linfa     | Malou    | Sanvu    |
| Malaisie                    | Rumbia    | Tapah     | Nangka    | Meranti  | Mawar    |
| États fédérés de Micronésie | Soulik    | Mitag     | Soudelor  | Fanapi   | Guchol   |
| Philippines                 | Cimaron   | Hagibis   | Molave    | Malakas  | Talim    |
| Corée du Sud                | Jebi      | Neoguri   | Goni      | Megi     | Doksuri  |
| Thaïlande                   | Mangkhut  | Rammasun  | Morakot   | Chaba    | Khanun   |
| États-Unis                  | Utor      | Matmo     | Etau      | Aere     | Vicente  |
| Viêt Nam                    | Trami     | Halong    | Vamco     | Songda   | Saola    |